# Nanger granti
La gazzella di Grant (Nanger granti Brooke, 1872) è una specie di gazzella diffusa dalle regioni settentrionali della Tanzania fino a quelle meridionali di Sudan ed Etiopia, e dalle coste del Kenya al Lago Vittoria. In swahili è nota come Swala Granti.

## Tassonomia
La gazzella di Grant è geneticamente imparentata sia con la gazzella di Soemmerring (N. soemmerringii) che con la gazzella di Thomson (Eudorcas thomsonii), ma è quella di Soemmerring la sua parente più stretta. La gazzella di Grant mostra un'elevata variabilità genetica all'interno delle sue popolazioni, perfino in quelle non isolate geograficamente. La differenziazione in sottospecie potrebbe essere avvenuta durante il ripetuto espandersi e contrarsi delle regioni aride nel corso del Pleistocene superiore, quando le varie popolazioni rimasero probabilmente isolate l'una dall'altra. In passato, prima che Nanger venisse elevato al rango di genere, la gazzella di Grant veniva inserita nel genere Gazella, all'interno del sottogenere Nanger.

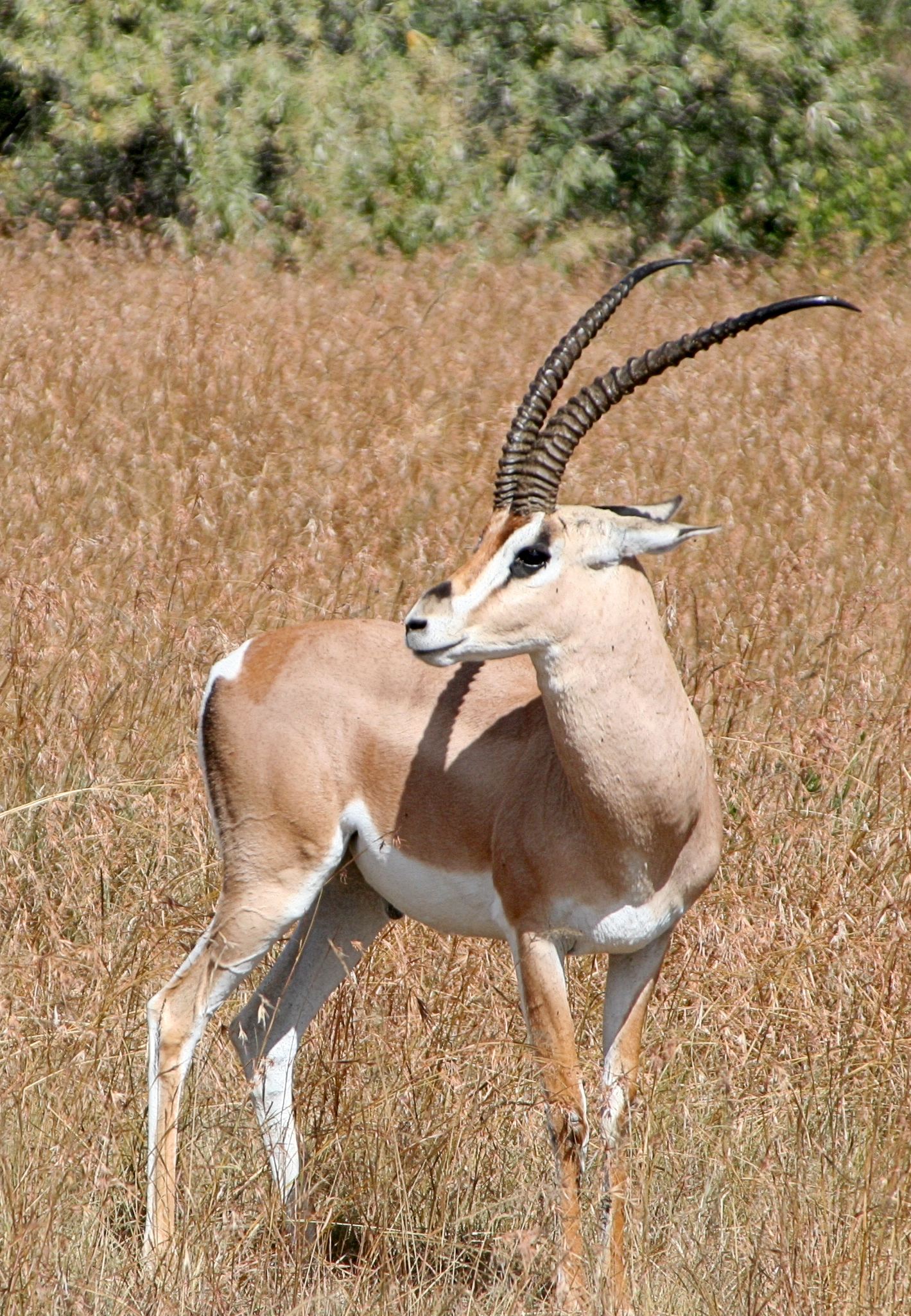
Gazzella di Grant.

Attualmente gli studiosi ne riconoscono cinque sottospecie:
- N. g. granti Brooke, 1872 (Tanzania orientale, settentrionale e centrale e Kenya);
- N. g. brighti Thomas, 1901 (Kenya nord-occidentale, Uganda settentrionale e Sudan sud-orientale);
- N. g. notata Thomas, 1897 (Kenya);
- N. g. petersii Günther, 1884 (Kenya sud-orientale);
- N. g. robertsi Thomas, 1903 (Tanzania nord-occidentale e Kenya sud-orientale).

## Descrizione
La gazzella di Grant misura 95-150 cm di lunghezza, 85-92 cm di altezza al garrese e pesa 55-85 kg. Ha corna molto lunghe (30-43 cm nella femmina e 50-80 cm nel maschio) compresse lateralmente e con 20-30 anelli. La forma delle corna e il colore del pelo sono variabili. Nella sottospecie N. g. robertsi le corna sono lunghissime, rivolte all'indietro e poi quasi orizzontali all'esterno con le punte rivolte in basso. In N. g. granti le corna a forma di lira sono incurvate all'indietro e all'esterno con punte uncinate internamente. N. g. brighti ha semplici corna lirate dirette in alto. Il colore del pelo è isabella o bruno-rosso più o meno chiaro, ma in N. g. notata e in N. g. petersii la groppa è bruno scuro e la banda nera sui fianchi è sempre presente; nelle altre sottospecie la banda è bruna e tende a scomparire con l'età, specie nei maschi. Le natiche sono quasi sempre ornate di bruno o di nero. La fronte è rossastra e la macchia sul naso è nera; le due strisce bianche formano un anello intorno agli occhi e una riga nera, spesso poco evidente, va dalla parte alta dell'occhio fino al naso. Non è sicuro se abbia ghiandole inguinali. Può correre fino a velocità di 80-90 km/h.

## Distribuzione e habitat
La gazzella di Grant è diffusa nell'Etiopia meridionale, in Kenya, nella Somalia meridionale, nel Sudan sud-orientale, nell'Uganda nord-orientale e nella Tanzania settentrionale. Frequenta gli stessi ambienti della gazzella di Thomson, ma è diffusa anche in zone più aride, come le savane sudanesi.

## Biologia

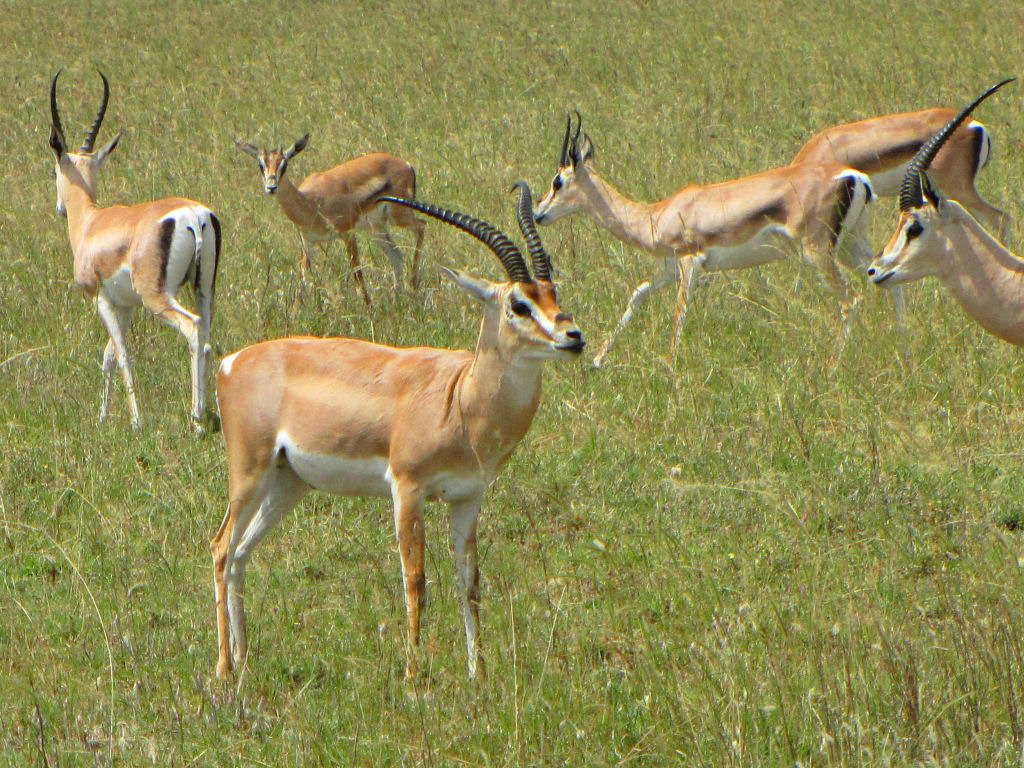
Gazzelle di Grant tra l'erba verde.

La gazzella di Grant è diffusa nell'Africa orientale e, pur vivendo nelle aperte distese erbose, si incontra di frequente anche nella steppa arbustiva; evita le zone con l'erba troppo alta, dove non può localizzare bene i predatori. Vive anche in zone semiaride e sopporta bene i periodi di siccità della stagione secca, durante i quali trae i liquidi necessari dalle foglie degli arbusti di cui si nutre. Effettua movimenti migratori, ma si sposta in direzione opposta alla maggior parte degli altri ungulati, come gazzelle di Thomson, zebre e gnu, strettamente dipendenti dall'acqua. Prospera bene anche nelle regioni semiaride prive di fonti d'acqua, dove la competizione con altre specie è minore.

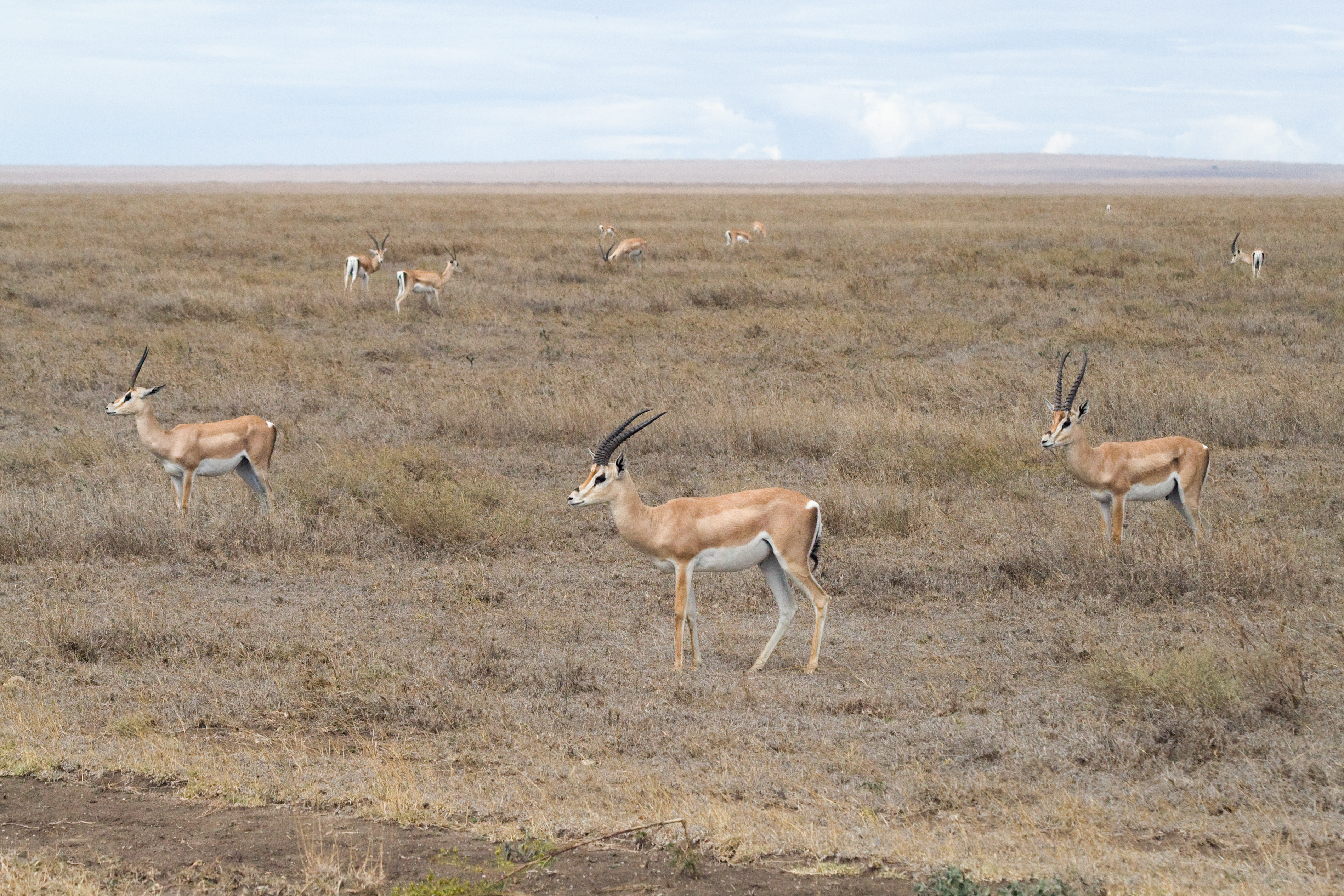
Gazzelle di Grant nella savana arida.

Le gazzelle di Grant si nutrono sia di arbusti che di erba. La loro dieta è composta mediamente per il 65,8% da arbusti e per il 34,3% da erba. Sembra che la scelta alimentare dipenda dal ciclo delle piogge. La gazzella di Grant sembra essere la responsabile del lento tasso di sviluppo degli arbusti che crescono nelle zone di foraggiamento. Dal momento che ricavano quasi tutti i liquidi necessari dalle piante di cui si nutrono, queste gazzelle possono permettersi di non bere troppo spesso. Proprio per questo si trattengono nelle pianure fino a molto tempo dopo il termine delle piogge. Tra luglio e settembre, le gazzelle si dirigono verso le fitte boscaglie e aspettano il ritorno delle piogge. Nutrendosi anche di avena rossa e piccole piante coriacee evitate dagli altri ungulati, possono sopravvivere tranquillamente nella boscaglia durante la stagione arida. La dieta della gazzella di Grant è composta prevalentemente da dicotiledoni nella stagione secca e da erba in quella delle piogge.
I principali nemici delle gazzelle di Grant sono i ghepardi,licaoni e le iene macchiate. Talvolta anche l'uomo dà loro la caccia. Nel Serengeti, i ghepardi, pur cacciando anche gazzelle di Grant, prediligono molto di più le gazzelle di Thomson. Invece, nel Parco nazionale di Nairobi, la situazione è invertita, e le gazzelle di Grant sono essenziali per la sopravvivenza dei ghepardi. I piccoli divengono frequentemente preda degli sciacalli.

### Ciclo vitale

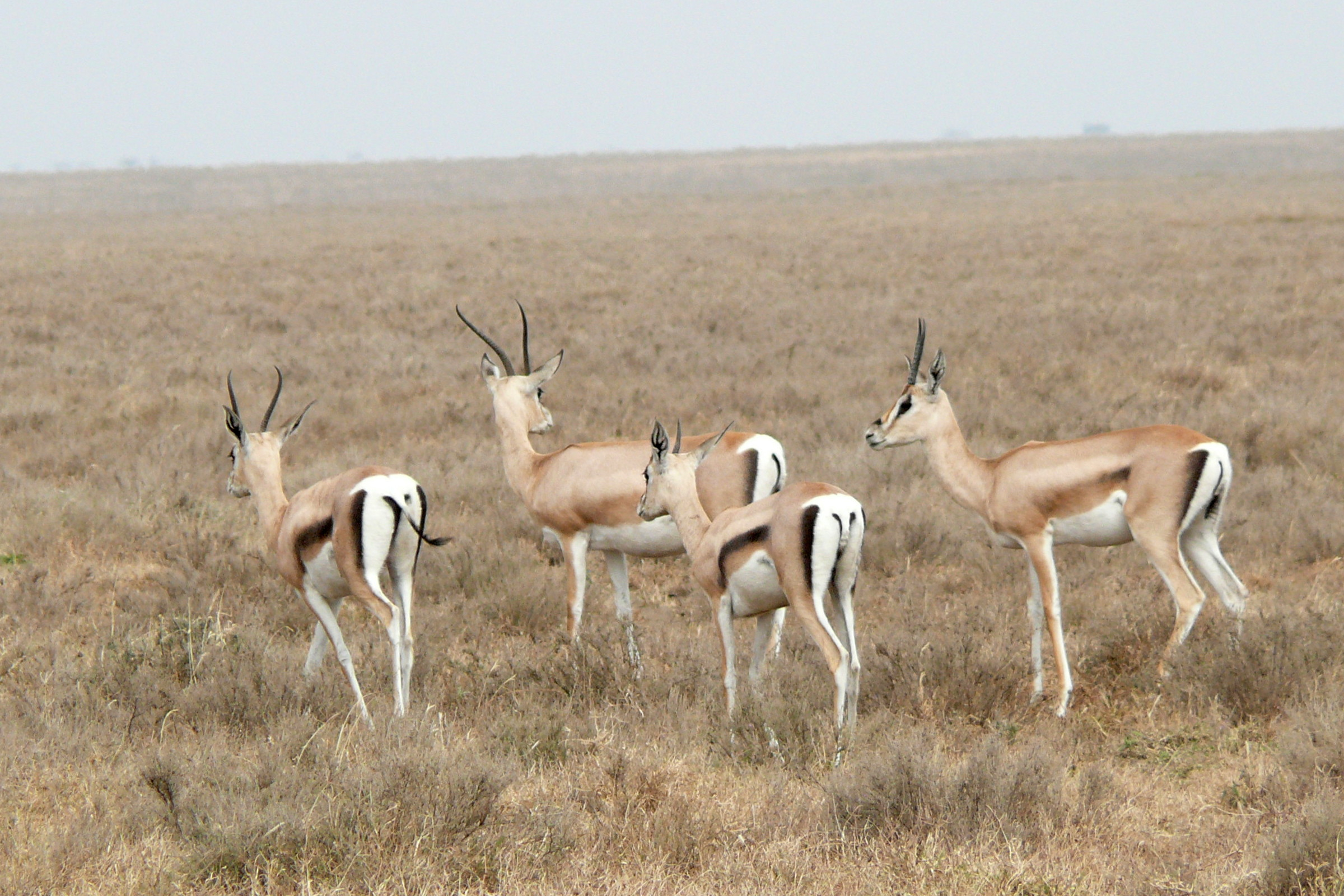
Branco di gazzelle di Grant.

La gazzella di Grant è una specie gregaria, territoriale e migratrice. I territori delle femmine si sovrappongono a quelli dei maschi. Solo i maschi sono territoriali, e radunano attorno a sé tutte le femmine che attraversano i loro territori. Quando le femmine vanno in estro, sono sorvegliate dal maschio dominante, che impedisce agli altri maschi di accoppiarsi con esse. Le femmine che cercano di abbandonare il branco vengono ferocemente riportate indietro. Comunque, quasi sempre basta la sola vicinanza del maschio dominante a impedire alle femmine di andare via.
I gruppi di scapoli sono costituiti da maschi adolescenti e da maschi adulti privi di territorio. Per entrare in uno di questi gruppi, ogni nuovo membro deve mostrare un atteggiamento intimidatorio. Tuttavia, i gruppi di scapoli tendono a non essere troppo uniti, e ogni membro può abbandonare la banda quando vuole. I grossi maschi adulti, muniti di corna più robuste, hanno migliori probabilità di stabilirsi in un proprio territorio. I conflitti tra maschi adulti vengono generalmente risolti con manifestazioni intimidatorie. I contendenti si girano intorno dondolando il collo da un lato all'altro, mostrando a vicenda la forza del loro collo. La robustezza di questa parte del corpo è importante in un combattimento vero e proprio e un maschio dotato di forza minore, rendendosi conto della superiorità del rivale, abbandonerà il campo senza rischiare di ferirsi. I combattimenti, che avvengono quasi sempre tra maschi dotati della stessa forza, sono più frequenti tra gli esemplari giovani che tra quelli più anziani. I maschi dominanti, al contrario, si limitano ad allontanare i subordinati, invece di confrontarsi con loro.

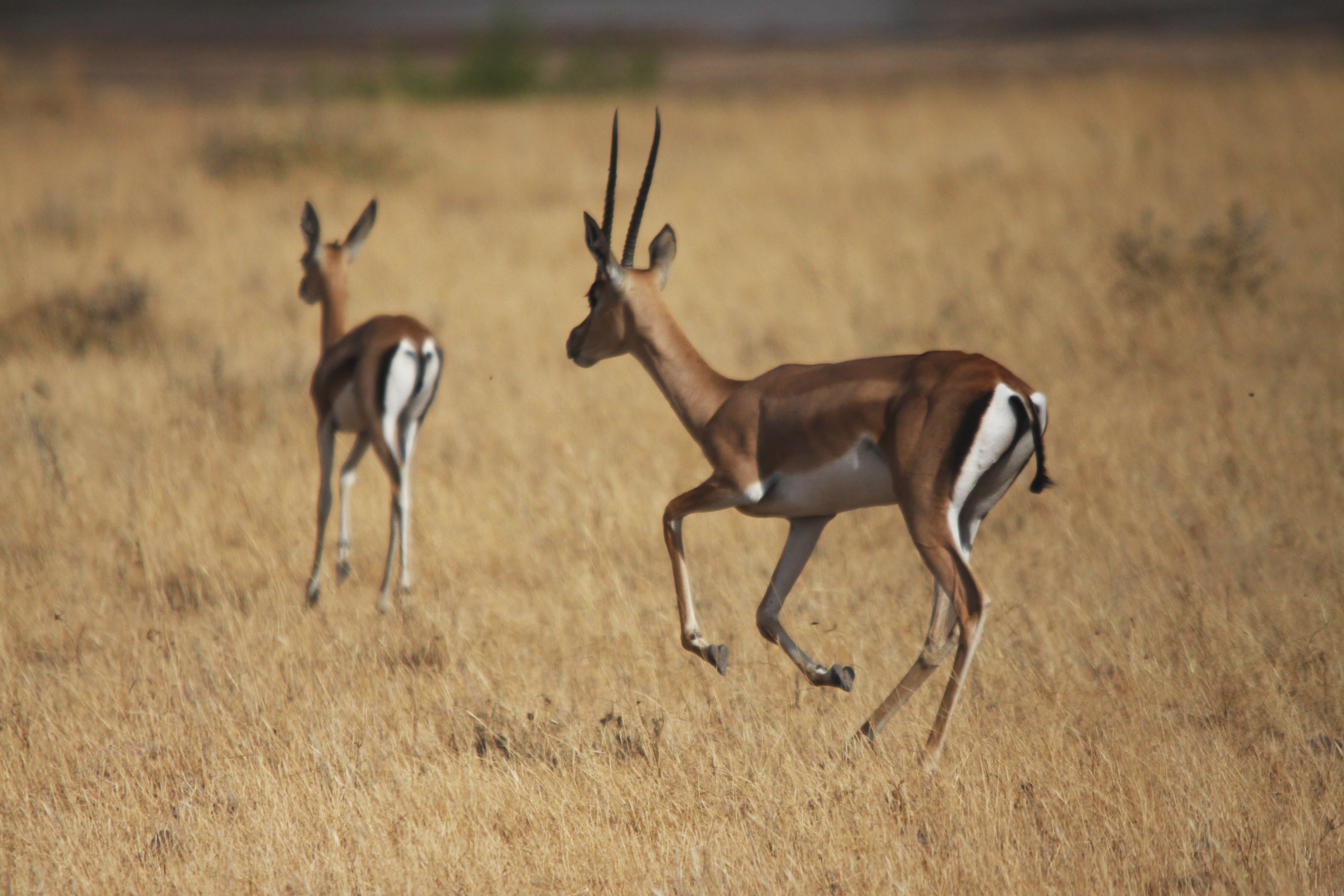
Femmina e piccolo di gazzella di Grant.

### Riproduzione
La gazzella di Grant raggiunge la maturità sessuale a 18 mesi. I maschi possessori di un territorio si accoppiano più volte di quelli appartenenti a gruppi di scapoli. Il maschio dà inizio al rituale di corteggiamento seguando una femmina e aspettando che essa urini. A quel momento, il maschio effettua il flehmen per determinare se essa è in estro. Se lo è, continuerà a seguirla. La femmina, in seguito, solleva la coda, segnalando che è pronta ad accoppiarsi, e il maschio la monta. Il periodo di gestazione dura 198 giorni. Il picco delle nascite si ha in gennaio e febbraio. La femmina lascia il suo branco e va alla ricerca di un luogo nascosto per dare alla luce il piccolo. Dopo il parto, ingerisce la placenta e gli altri fluidi espulsi per pulire il piccolo e cancellare eventuali odori che potrebbero tradirne la presenza. Le femmine che partoriscono nello stesso periodo di tempo si radunano insieme per garantire una maggiore protezione. La femmina allatta il piccolo quattro volte al giorno. Per i primi giorni, quest'ultimo rimane immobile, così la femmina non deve allontanarsi troppo per ritrovarlo. Quando il piccolo è in grado di camminare, raggiunge il branco insieme alla madre. Verso questo periodo, i piccoli si riuniscono insieme ai coetanei. Essi vengono svezzati all'età di sei mesi, ma rimangono con la madre fino all'adolescenza.

## Conservazione
Sebbene sia stata sradicata da certe aree in seguito alla distruzione dell'habitat e alla caccia, la gazzella di Grant è ancora una specie molto comune, grazie soprattutto alla protezione assicurata dai parchi nazionali e dalle riserve in cui vive. Tra questi parchi ricordiamo il Parco nazionale del Serengeti e l'Area di Conservazione di Ngorongoro in Tanzania, e i Parchi Nazionali del Lago Turkana in Kenya. La sua popolazione è stata stimata sui 140.000-350.000 esemplari. Sebbene in certe aree il numero di esemplari sia piuttosto stabile, il trend di popolazione è in diminuzione.